# 21710 Nijhawan
A 21710 Nijhawan (ideiglenes jelöléssel 1999 RS92) a Naprendszer kisbolygóövében található aszteroida. A LINEAR projekt keretében fedezték fel 1999. szeptember 7-én.